# Fort de Planoise
Vous lisez un « article de qualité » labellisé en 2011.
Pour les articles homonymes, voir Planoise (homonymie).
Le fort de Planoise, appelé brièvement le fort Moncey, est un ensemble de fortifications militaires bisontines de type Séré de Rivières dont l'ouvrage le plus important est le fort principal situé au centre d'un véritable môle, regroupant plusieurs abris, des chemins de traverses ainsi que quatre grandes batteries annexes utilisées pour le stockage de poudre, le casernement et l'usage de mortiers. L'ensemble fortifié fut bâti à Besançon, en France, entre 1877 et 1892 dans le but de protéger le pont d'Avanne-Aveney interdisant les routes de Dijon et de Lyon, plusieurs voies ferrées capitales ainsi que pour soutenir de nombreuses batteries de la ville.
Dans leur architecture, les ouvrages du fort ne comprennent pas globalement d'éléments particulièrement techniques ou technologiques avancés pour l'époque. On note cependant une spécificité concernant la façade du front de gorge, ainsi que la présence d'une batterie unique en son genre car elle fut réalisée en fonction du mortier 200 mm de Bange MIe 1880 et MIe 1881. Aussi, le grand nombre d'ouvrages qui composent la place sur près de dix hectares rendent le site de Planoise particulier, car il est en effet le plus grand complexe militaire de Besançon intra-muros, et le second de l'agglomération après le môle défensif de Montfaucon.
Malgré sa position stratégique primordiale, le fort de Planoise ne fut pas utilisé lors de conflits, comme pendant la Première ou la Seconde Guerre mondiale à l'instar d'autres édifices militaires importants. Entre 1976 et 2013, le fort était utilisé par le Mouvement Emmaüs de Besançon comme lieu de vente. Sa visite est de ce fait soumise à autorisation, bien que les nombreuses batteries et ouvrages annexes soient libres d'accès. Les alentours de l'édifice ainsi que toute la colline sont un lieu de promenade et de pique-nique privilégié pour les Bisontins à la recherche de verdure et d'un large panorama sur la capitale comtoise, ainsi qu'une piste prisée pour l'exercice du parapente.

## Planoise au centre d'une place militaire

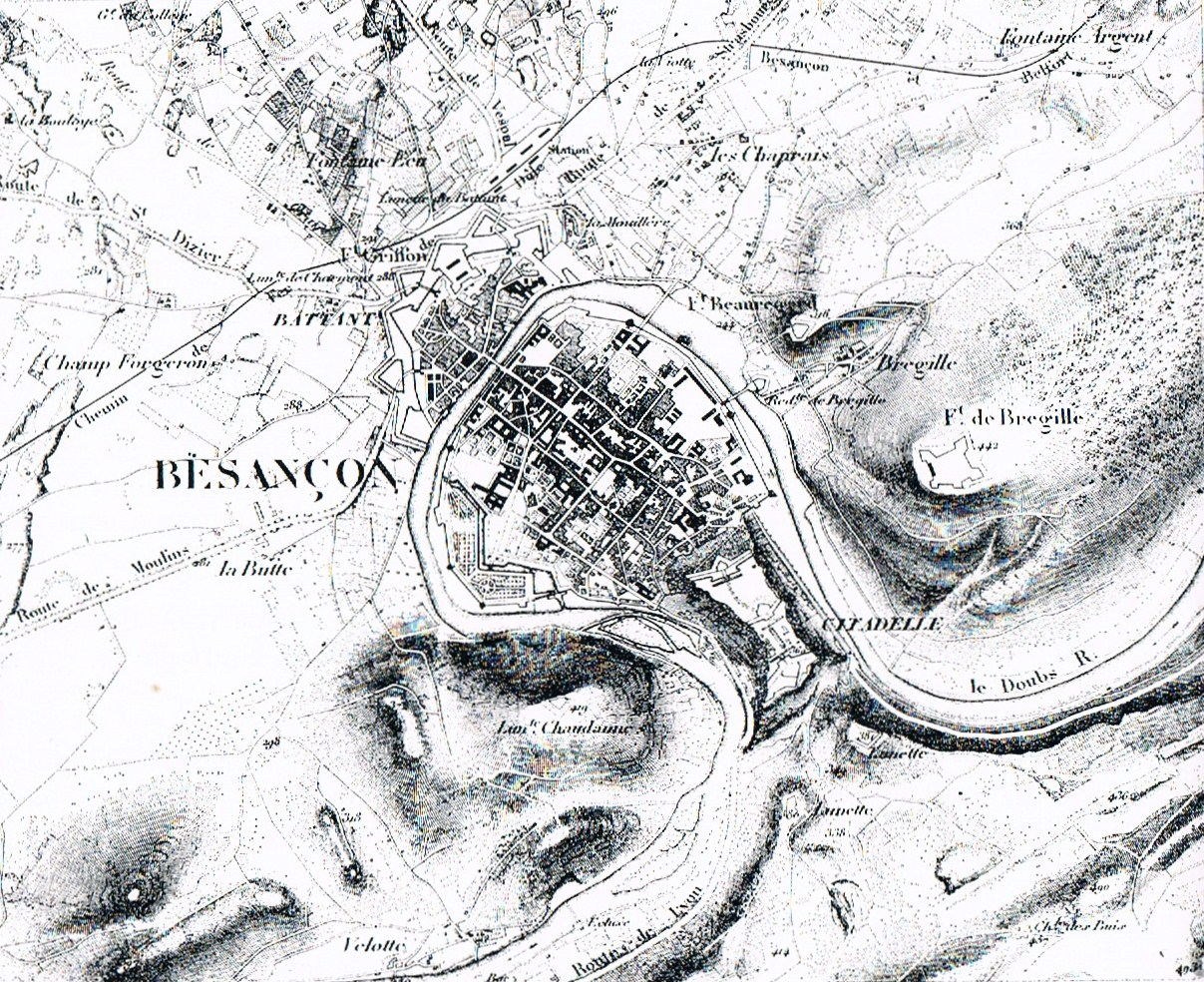
Plan de la place forte de Besançon datant du XIX.

À partir de la fin du XIXe siècle, le gouvernement français réorganisa les fortifications du Territoire afin de pouvoir répondre efficacement à une éventuelle nouvelle guerre avec l'Allemagne, le revanchisme apparaissant à cette époque,. Le système défensif de Besançon n'avait quasiment pas évolué depuis que Vauban avait doté la ville de son imposante citadelle ainsi que de tours et d'une enceinte, alors que le besoin d'un véritable réseau de forts semblait de plus en plus indispensable,. En effet, après la guerre franco-prussienne de 1870, nombre d'ingénieurs ont fait remarquer que la capitale comtoise était vulnérable à cause de sites comme le mont de Brégille ou la colline de Chaudanne qui n'étaient pas pourvus efficacement d'infrastructures défensives.
Ces points stratégiques furent le théâtre de combats au cours de l'histoire, et particulièrement lors du conflit franco-prussien où l'armée française fut obligée de bâtir des redoutes et des batteries dans l'urgence. Après cette guerre, le général Raymond Adolphe Séré de Rivières organisa les réseaux de fortifications de l'Est avec son célèbre système Séré de Rivières qui consistait en un dispositif de rideaux défensifs constitués par une chaîne de forts isolés contrôlant les points de passage obligés, et qui se terminait à chaque extrémité par des places fortes bloquant les trouées par lesquelles l'ennemi pourrait s'engager.
C'est ainsi que pas moins de 25 ouvrages furent construits dans un périmètre de 50 km autour de la ville de Besançon, dont le fort de Planoise,,,,, qui constitue l'un des cinq forts intra muros de la cité.

## Principales fonctions

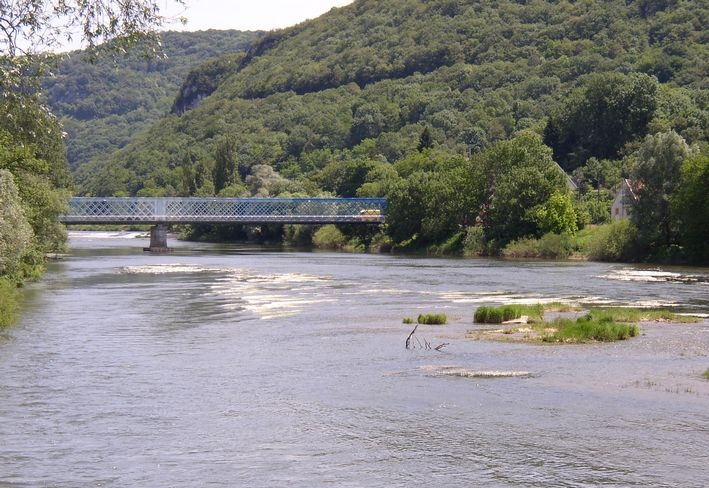
La protection du pont d'Avanne-Aveney, une des missions du fort.

Le fort Moncey avait de nombreuses missions : interdire les routes de Dijon et de Lyon, ainsi que la voie ferrée de Dole-Dijon et par extension celle de Franois où s'embranche la ligne pour Lons-le-Saunier ; soutenir les ouvrages de Pugey, du fort dit du Bois, du fort dit de la Ferme-de-l'Hôpital, du fort des Montboucons ainsi que du fort de Rosemont, ; protéger le pont d'Avanne-Aveney qui était considérée comme primordial pour les réserves faisant mouvement en aval de la ville ; servir d'appui-feu lors de sorties tentées par la garnison de cette place, ou des contre-offensives afin d'appuyer les troupes de campagne, puisque le nord et le nord-ouest était des directions jugées bonnes ; et enfin constituer un réduit central pour les éléments combattant dans les camps retranchés, notamment à l'ouest de la ligne Fontain — Tilleroyes.
Le nombre élevé des missions qui lui sont attribuées permet de rapprocher le fort de Planoise au môle défensif de Montfaucon. Au total, l'ensemble de l'ouvrage pouvait accueillir 305 hommes dont 15 officiers et 15 pièces selon des documents, bien que le chiffre exact de garnison semble sous-évalué au regard du développement de l'enveloppe. Aussi, ce véritable môle défensif contenait 36 tubes d'artillerie, avait une capacité totale de 80 960 kilos de poudre et de 677 376 gargousses, possédait une infirmerie accueillant trente lits, et disposait de six mois de vivres (notamment avec la présence de deux fours à pain disposés dans le fort) et de 592 m3 d'eau stockés dans trois citernes.

## La construction du fort
L'ensemble du fort de Planoise fut construit de 1877 à 1890, au cœur de la colline de Planoise, qui culmine à 490 mètres d'altitude et domine la rivière du Doubs à son sommet, à la place d'une ferme qui fut démolie pour son édification,. Sa construction avait été hâtivement décidée dans la perspective de l'après conflit franco-allemand de 1871. Les ingénieurs de l'époque rencontrèrent quelques difficultés à réaliser cette fortification, notamment à cause de la topographie de la colline de Planoise qui posa un problème majeur : du lieu où le fort principal devait être construit jusqu'au sommet de la colline, le terrain forme un plateau d'une dizaine d'hectares, ce qui faisait douter des capacités réelles de l'édifice à défendre une telle zone efficacement. Les ingénieurs cherchèrent alors une solution alternative. Construire l'édifice principal dans la partie centrale de la colline ne convenait pas, car de cette manière l'ouvrage n'aurait bénéficié que d'une vision restreinte ; bâtir le fort sur l'un ou l'autre des rebords du plateau n'aurait servi qu'à privilégier une ou au mieux deux directions principales. Il ne restait alors qu'une seule solution : multiplier les emplacements fortifiés, sans que l'exercice n’atteignît un coût faramineux. Deux carrières furent ouvertes au sein même de la colline afin de construire l'ouvrage : une au centre du plateau, et l'autre au nord-est près de la batterie.

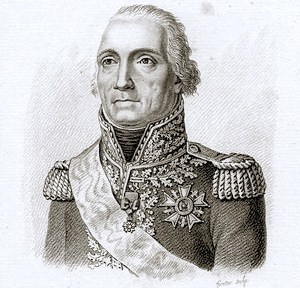
Le maréchal d'Empire Bon Adrien Jeannot de Moncey (dessin du XIX).

Planoise allait donc se composer ainsi : quatre batteries flanquées d'abris solides sur le périmètre du plateau, reliées par un chemin couvert renforcé enveloppant toute une position, établies à l'extrémité sud-ouest, au milieu du côté nord-ouest, sur le rebord nord-est, et le long du flanc sud-est ; une batterie de deux mortiers de 220 mm en appui général au centre du dispositif ; et le fort principal, qui était aussi le quartier général, établi de manière à doter les arrières du maximum de batteries.
Après avoir été bâti, le fort reçut officiellement le nom de fort Moncey, patronyme de Bon Adrien Jeannot de Moncey (1754-1842) maréchal d'Empire né à Moncey dans le Doubs. Mais comme de nombreux autres forts bisontins, il est appelé couramment d'un autre nom : la place est communément désignée par fort de Planoise, toponyme formé par le mot latin planesium avec le sens de planus campus qui signifie plaine, « terrain essarté », dont l'origine vient de la surface à peu près plane de la colline.

## Utilisation du fort de sa construction à nos jours

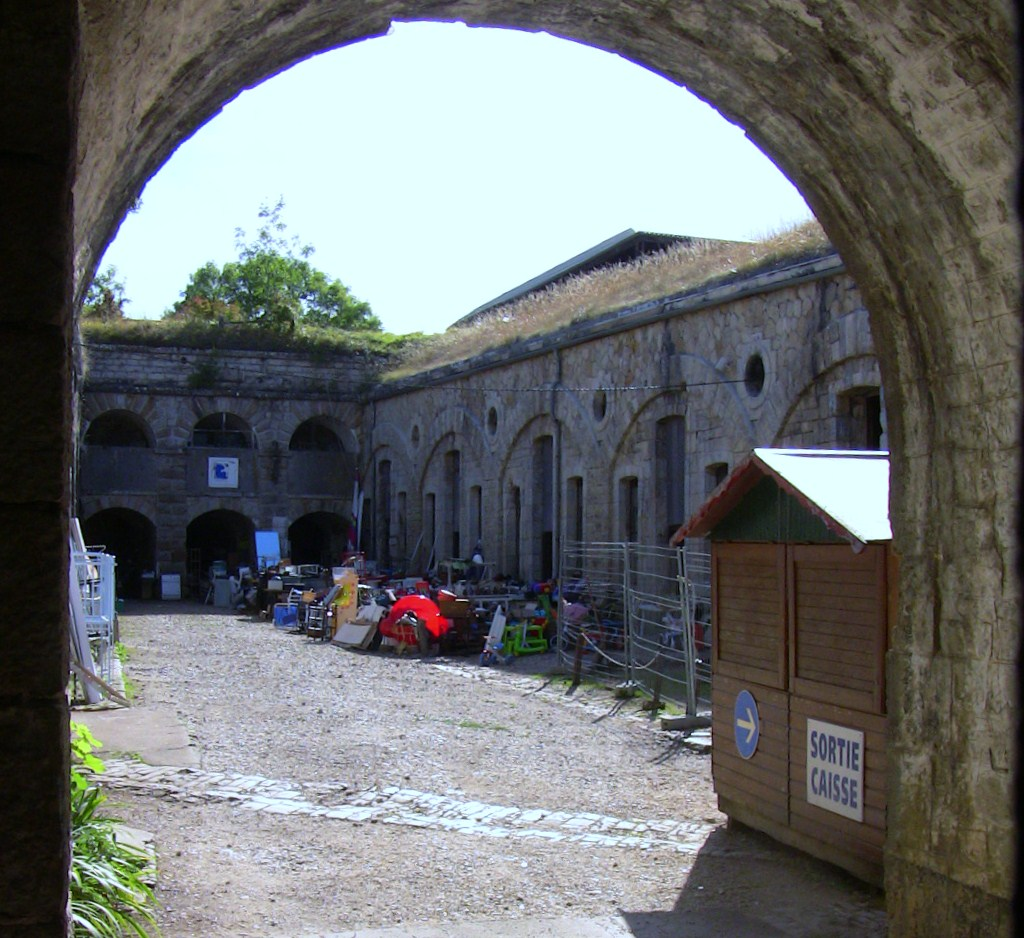
L'intérieur du fort où l'on voit l'activité du mouvement Emmaüs.

Le fort fut sans doute utilisé pour accueillir des brigades bisontines peu après sa construction comme ce fut le cas pour de nombreux autres ouvrages de la ville, mais il fut abandonné à une date inconnue, certainement avant la Seconde Guerre mondiale, et cela jusque dans les années 1970. Une archive rapportant l'arrivée de la grippe dans les troupes françaises fait directement référence au fort de Planoise, où la garnison fut touchée le 20 décembre 1889, ce qui prouve son utilisation militaire au moins jusqu'à la fin du XIXe siècle,. Le bâtiment ne fut cependant jamais utilisé lors de batailles. Pendant la Première Guerre mondiale, les combats n'impliquèrent pas la ville de Besançon ; il n'existe aucun renseignement sur l'utilisation de l'édifice durant la Seconde Guerre mondiale, à l'instar du fort de Chaudanne, du fort de Bregille et de la citadelle de Vauban. À la fin du XIXe siècle et au début du XXe siècle, il est le théâtre comme d'autres sommets de la ville, d'études et analyses météorologiques.
Le mouvement Emmaüs, né en novembre 1949 de la volonté de l’Abbé Pierre, s’y implanta en 1976 sous la forme d'un comité de bénévoles,. Puis en décembre 1980 la communauté fut officiellement créée, et en août 1983, la bergerie située en contrebas du fort, compléta les 3 000 m2 de celui-ci. Une vingtaine de salariés occupèrent les locaux, et vendirent tous les dimanches les objets récupérés après qu'ils les eurent restaurés,. Le fort resta cependant l'entière propriété de la ville de Besançon. Une antenne radio d'une puissance de 1 kW fut implantée en 2002 sur la batterie nord-ouest afin de doter le quartier de Planoise d'un réseau radiophonique de bonne qualité.
En 2007, sept extrémistes musulmans originaires de la ville furent arrêtés avec une dizaine d'armes de poing et notamment une kalachnikov, alors qu'ils prévoyaient de « faire un djihad ». L'Est républicain révéla que le groupuscule s'entraînait régulièrement au tir sur des collines de Besançon, et notamment près du fort de Planoise.
Le fort de Planoise ne fait l'objet d'aucun classement, contrairement au fort de Chaudanne, à la citadelle de Vauban et au fort Griffon qui sont classés aux monuments historiques et à l'UNESCO respectivement. Ainsi, la totalité de la colline de Planoise y compris le fort et ses batteries annexes, sont exclus des sites de Besançon inscrits à l'UNESCO, alors que toutes les autres collines de la ville font l'objet d'une protection.

### Accès au fort et ouvrages annexes

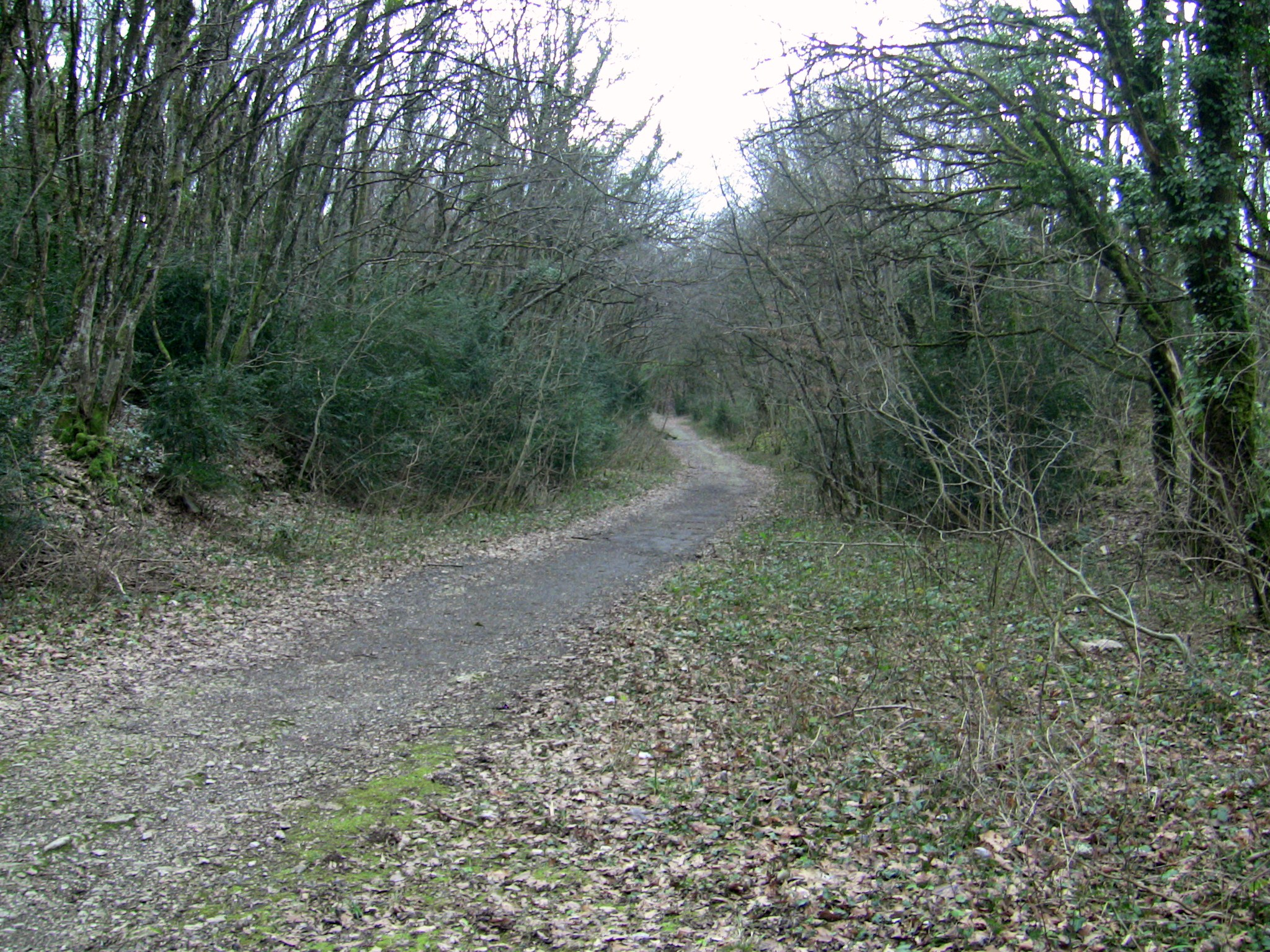
Le sentier du flanc nord-ouest.

L'accès au fort de Planoise par véhicule motorisé ne peut se faire que par une seule voie : le chemin du fort de Planoise (voir le plan annexe). Cette petite route sinueuse, et parfois dangereuse, qui était jadis le chemin d'accès principal pour les militaires du fort, s'inscrit dans le flanc nord de la colline et n'est accessible que depuis le quartier de Velotte. On note la présence d'un passage sous voûte situé peu avant l'arrivée du fort. Aussi, la colline dispose d'un vaste réseau de sentiers permettant d'accéder au fort ainsi qu'à divers points de vue, notamment depuis le parc urbain de Planoise. Le site comprend deux parkings : un petit goudronné situé à l'avant du fort principal, et un autre qui est en fait une grande place non goudronnée située à l'arrière du fort.
Il existe deux grands sentiers pour accéder aux ouvrages annexes (voir la carte annexe) : l'un est un chemin assez grand pour qu'un petit véhicule puisse passer (situé sur le flanc nord-ouest), et l'autre est un sentier étroit établi en bord de fossé (situé sur le flanc nord-est). Ces deux voies commencent au parking non goudronné, ont un parcours parallèle et aboutissent toutes les deux sur le point de vue d'Avanne-Aveney. Le chemin du flanc nord-ouest est interdit aux véhicules motorisés qui sont bloqués grâce à un système de barrières en bois, ouvertes seulement aux véhicules de la ville de Besançon. Il rejoint quasiment toutes les batteries annexes du fort (excepté celles du front nord) et il est largement sécurisé. Quant au sentier situé sur l'autre flanc, il est bien plus petit, étroit et dangereux notamment du fait qu'il est situé en bordure d'imposants fossés. Au niveau des batteries centrales de mortiers, un passage permet de relier ces deux chemins.

### Planoise, un espace de sport et de loisir

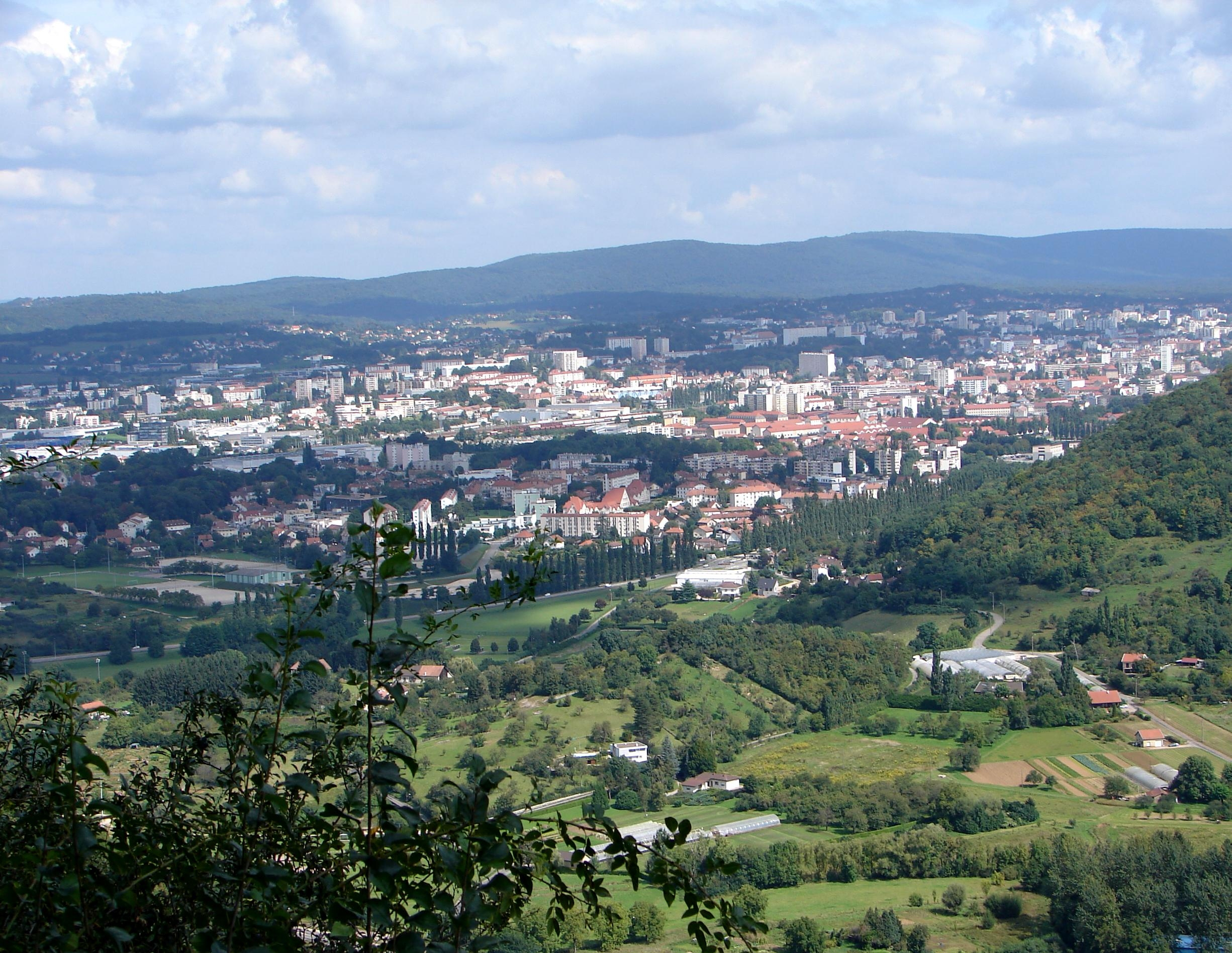
Un large panorama sur Besançon depuis le glacis nord-est.

De nos jours l'ensemble de la colline et les abords du fort sont un lieu privilégié par les Bisontins et les Planoisiens en quête de nature. De nombreux promeneurs abordent les chemins du fort et de ses batteries pour sa forêt encore bien préservée, ainsi que pour pique-niquer notamment grâce à des tables installées à cet effet. La forêt offre en effet une grande diversité aussi bien au niveau de la faune que de la flore : des sangliers, des cerfs et des renards sont présents, ainsi que plusieurs espèces d'oiseaux (moineaux, hirondelles, ou encore des chouettes) ou tout simplement des écureuils. La flore est constituée majoritairement de chênes (34 %), de hêtres (11 %), de sapins, de platanes, de bouleaux ainsi que de fougères.
La pratique du sport est aussi très accessible sur le site de Planoise, notamment le parapente à partir du glacis de la batterie sud-ouest,, et de la batterie nord-est, sur le site dit du fort géré par la Fédération française de vol libre. La pratique du cyclisme est développée sur la colline, et il existe aussi une piste de four-cross pour VTT aux abords de l'ouvrage, qui comprend un long sentier ainsi qu'un passage de bosses. Enfin, les nombreux sentiers accueillent des sportifs s'adonnant à la randonnée pédestre et au jogging.
Le panorama impressionnant qu'offrent les sommets sur Avanne-Aveney, Rosemont, Chaudanne et le nord de Besançon est également un élément majeur de la popularité du site.

## Architecture

### L'ensemble du fort

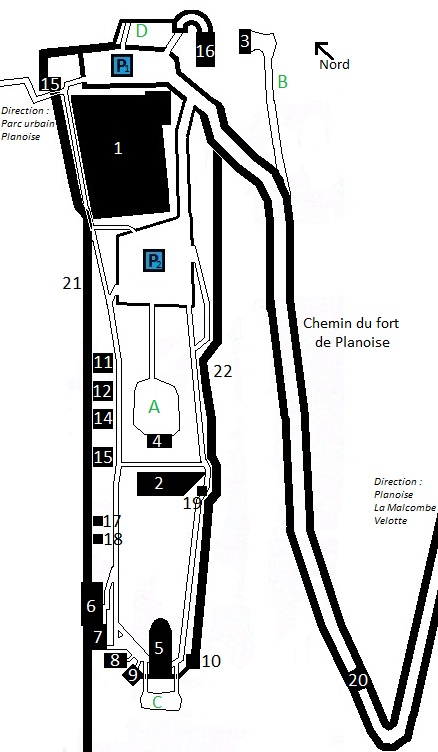
Carte annexe : plan général du fort.

Les différents constituants du fort de Planoise furent bâtis entre 1877 et 1892. Ils sont situés de 459 à 489 mètres d'altitude sur la rive droite du Doubs, et couvrent sur 7 000 mètres une crête jalonnée orientée sud-ouest/nord-est, d'une largeur de 100 à 140 mètres. Un parapet d'infanterie s'inscrit dans le périmètre parfois même au devant des batteries, et il comprend au moins le long de la crête nord deux abris avec leur puits d'observation.
L'entrée de l'enveloppe, qui est située sur les glacis à hauteur du front I-II du réduit, ne possède aucune défense excepté un parapet d'infanterie qui coiffe le sommet de l'escarpe attachée au réduit. Aucun corps de garde n'existe à Planoise, certainement du fait que la batterie de Rosemont avait un large panorama sur les routes d'accès au fort. Quasiment tous les ouvrages sont libres d'accès, sauf le fort en lui-même occupé par Emmaüs et la batterie nord-ouest accueillant l'antenne qui est fermée. La complexité et le nombre des ouvrages composant la place fortifiée de Planoise font parfois penser à un centre de résistance, voire un véritable môle défensif. Au total, ce sont 22 ouvrages qui composent le site de Planoise, répartis en huit grandes batteries.

### Le réduit du fort

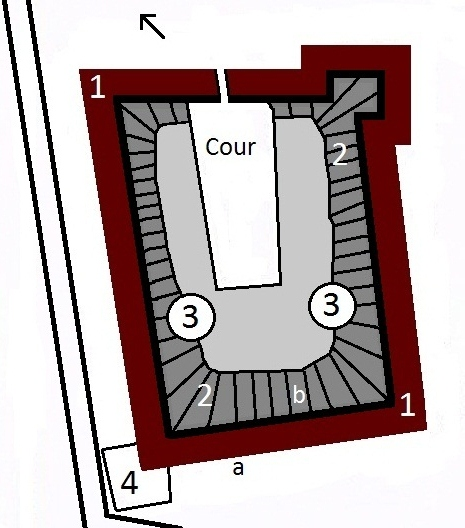
Plan général du fort principal :
1 : fossés.
2 : parapets.
3 : abris des débouchés des escaliers.
4 : coffre de contrescarpe.
a : contrescarpe descendante.
b : escarpe montante.

Le réduit du fort (le fort principal), situé à 459 mètres d'altitude, fut bâti de 1877 à 1880. Il s'agit d'un quadrilatère irrégulier dont les fossés sont habilement défendus par une caponnière double (dit saillant I) et un coffre double de contrescarpe toutes en maçonnerie (dit saillant IV). La façade du front de gorge est spécifique à Planoise : les fenêtres de deux séries de trois casemates, alignées sur la même droite et dont le porche de l'entrée est accolé aux casemates de gauche, donnent entre la caponnière du saillant I et l'entrée. À partir de ces locaux, on pouvait aisément tirer au fusil grâce à des meurtrières. Les trois autres côtés sont quant à eux munis d'une escarpe pleine et d'une autre assez basse, surmontant des massifs de terre. Le porche de l'entrée est placé sur une ligne rentrante, et prolongé de quelques mètres sur la droite par un mur sur lequel un retour perpendiculaire crénelé vient s'incorporer et rejoindre la ligne de gorge, ; derrière l'entrée et le mur ne repose aucune infrastructure, seule s'y trouve la cour du fort.
Arrivé à cette ligne le mur atteint le côté gauche des casemates, accolées au saillant IV. Le porche d'entrée, d'une dimension peu commune (4 mètres de hauteur sur 3,55 mètres de largeur), s'inscrit dans le prolongement du côté gauche des casemates de la cour, sans que cela ne puisse s'expliquer. Les poulies du pont-levis forment un écart d'axe en axe de 4,45 mètres, de sorte que l'angle rentrant du porche devait être reporté par la pile supportant le pont dormant, et accorder une défense plus aléatoire à la protection de gorge par la caponnière du saillant I. Sur une plaque au centre du sommet de la porte centrale est inscrit le nom Planoise. Une seconde entrée a été aménagée récemment au niveau du saillant IV, comme le prouve l'existence d'anciens plans démontrant qu'elle n'existait pas à l'origine. La cour intérieure du fort est de forme trapézoïdale étirée dont le flanc gauche comporte sept chambrées en un seul niveau alors que le flanc droit en possède huit, et à l'opposé on constate que deux lignes d'ouvertures sont superposées. Les modifications de l'édifice et l'inaccessibilité à l'étage supérieur ne permettent pas d'affirmer la présence de balcons ou de fenêtres aux trois ouvertures supérieures ; ces dernières comportent le seul chronogramme du réduit, en l'occurrence l'inscription 1880.

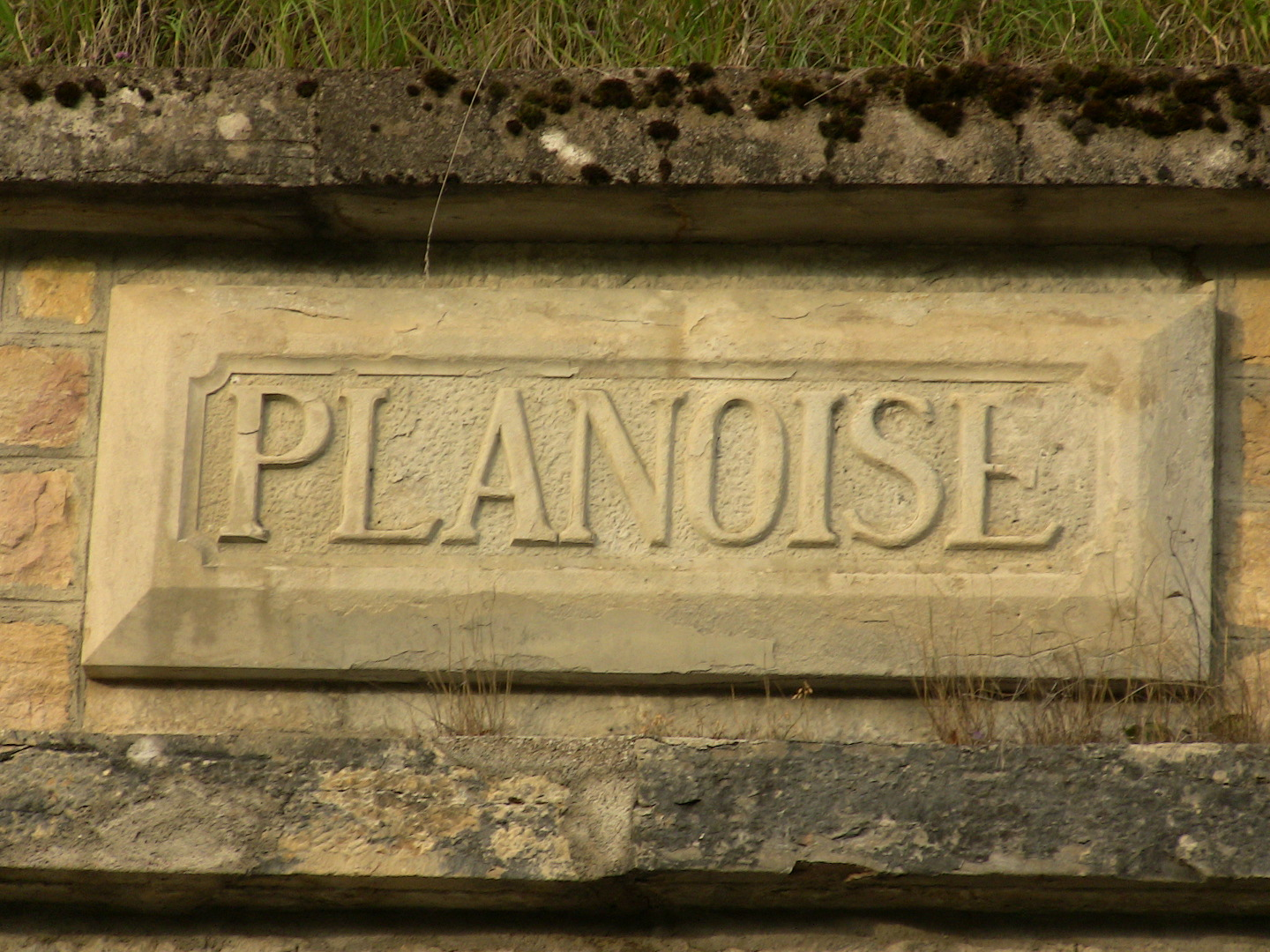
Plaque de la porte principale, avec l'inscription Planoise.

Un imposant puits à lumière, dont l'ouverture sommitale culmine à 10,50 mètres du sol et mesurant 6 × 2,5 mètres, est situé perpendiculairement à la cour et derrière les six ouvertures. Il amenait la lumière par une fenêtre située dans les deux magasins à poudre d'une dimension de 2 × 1,5 mètre. Les locaux de stockage mesurant 12,5 × 6 mètres et ayant une contenance cumulée de 97 tonnes de poudre, possèdent une voûte en arc segmentaire alignant sur un même plan trois créneaux à lampe. Entre ces magasins et le couloir de circulation est bâti un magasin à cartouches, ainsi que quatre auges en pierre appartenant à ce qui semble être une écurie. Les dessus du réduit ne sont coiffés que de parapets d'infanterie qui ne sont pas organisés en position d'artillerie, et aucune rampe ne permet d'y mettre des canons. Cependant, deux débouchés mènent à l'intérieur du fort, servant de point de communication entre les soldats postés au-dessus du fort et ceux en dessous ainsi que d'abris de parapet. Chaque flanc du fort disposait également de deux banquettes d'infanterie,. Le couloir de circulation révèle au sol des traces de culot d'obus à certains endroits. L'état de conservation général du fort est jugé satisfaisant par les spécialistes Marco Frijns, Luc Malchair, Jean-Jacques Moulins et Jean Puelinckx.

### La batterie de mortiers
La batterie de mortiers de Planoise (parfois appelée également batterie centrale) est située au milieu du plateau que forme la place, à 480 mètres d'altitude. Elle fut achevée en 1881, et elle est la seule batterie du genre car réalisée en fonction du mortier 200 mm de Bange MIe 1880 et MIe 1881 ayant une portée maximale de 7 100 mètres, pouvant ainsi être fort utile même dans les angles morts formés par les méandres du Doubs. Elle est composée d'une ligne paradossée de trois traverses-abris (chambre I, chambre II et chambre III) implantés parallèlement à une cinquantaine de mètres en avant de l'abri caverne de la carrière. La chambre III est jouxtée par un local (chambre III bis) unique qui servait vraisemblablement au personnel, de dimension 4 × 3,5 mètres. Les chambres II et III sont dissociées en trois parties cloisonnées percées de deux petites fenêtres, alors que la chambre I est quant à elle séparée en deux parties. On note la présence d'un petit local au-delà du bras de la chambre I.

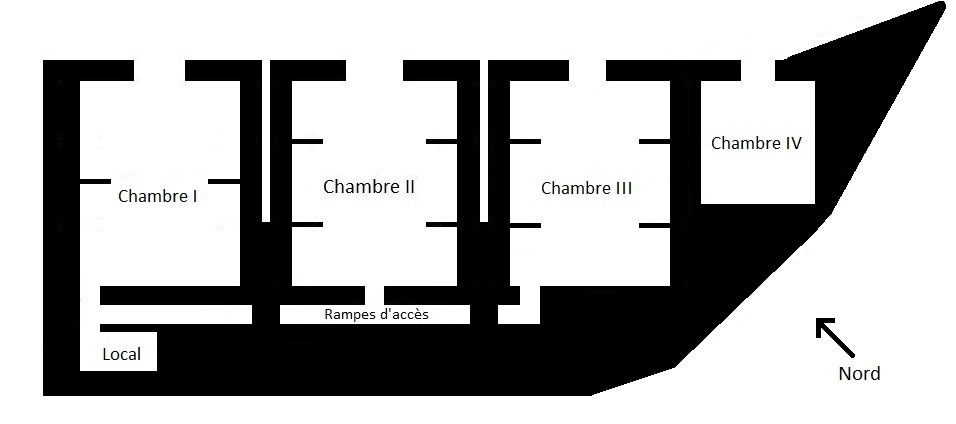
Plan de la batterie de mortiers.

La chambre III possède également un bras unique, et la chambre II deux, tous constitués d'un escalier-rampe pouvant supporter des projectiles atteignant 102,75 kilos, fermé par une porte coulissante dans une échancrure perpendiculaire, et dont les guides supérieurs des portes sont encore presque tous intacts. Les rampes des portes ont été soigneusement creusées afin de détourner les eaux pluviales du métal des portes, et éviter la rouille. Les plates-formes possèdent des bases formées de pentes douces, et leur parapet peu affirmé est situé bien en avant des débouchés des bras des traverses. Les deux pièces utilisées pour le tir qui composent cette batterie prouve que celle-ci n'avait qu'un rôle de harcèlement, la cadence des mortiers s’élevant à seulement trois tirs par minute. Libre d'accès, l'ouvrage est jugé en excellent état sauf en ce qui concerne la chambre I qui a été victime du feu et qui accueille de nombreuses immondices, et dont les cloisons sont très détériorées.

### Batterie et caserne du front sud-ouest

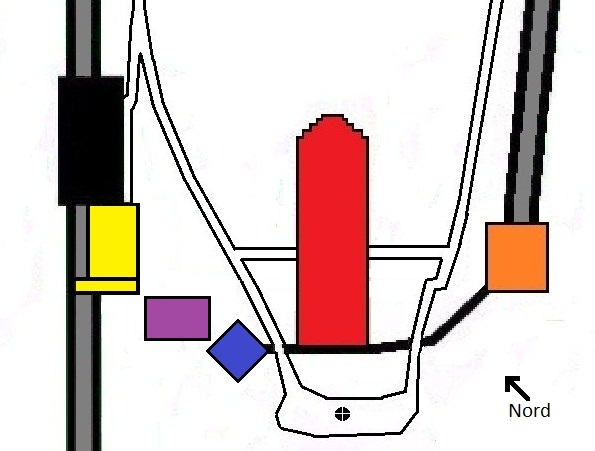
Plan des batteries annexes sud-ouest.
Caserne.
Traverse-abri I et bras.
Traverse-abri II.
Traverse-abri III.
Massif de terre (local/magasin/abris).
Abri-caverne.
Enveloppe.
Chemins et point de vue d'Avanne.

La batterie nord-ouest de Planoise est située à 489 mètres d'altitude, sur la tête sud-ouest de l'enveloppe du fort principal. Elle se compose de cinq éléments maçonnés (six en comprenant l'abri-caverne annexe) engoncés au sein d'une dense buxaie, tous édifiés en 1877. La batterie possède un glacis offrant un large point de vue sur Avanne-Aveney, dont une partie est aménagée en position d'infanterie. Les ouvrages sont tous globalement jugés en bon état de conservation, et sont librement accessibles.
L'abri principal est une caserne située le long du parapet de la crête nord presque complètement enterré, alignant quatre locaux de 9 × 5,5 mètres dont le second comporte une porte cochère qui communique avec un local semi enterré de 6 × 3 mètres comprenant une entrée latérale et la face crénelée, la traverse-abri I. De ce fait, on en déduit que ces locaux servaient à accueillir les quatre canons de la batterie. Débouchant sur le local de la porte cochère, les deux autres locaux qui sont crénelés étaient quant à eux utilisés soit comme magasin, soit comme logement des servants. Un petit tunnel extérieur situé tout contre la tête de cet ouvrage (désigné par bras de la traverse-abri II) permet de franchir le parapet et de gagner la position d'infanterie sur les devants.

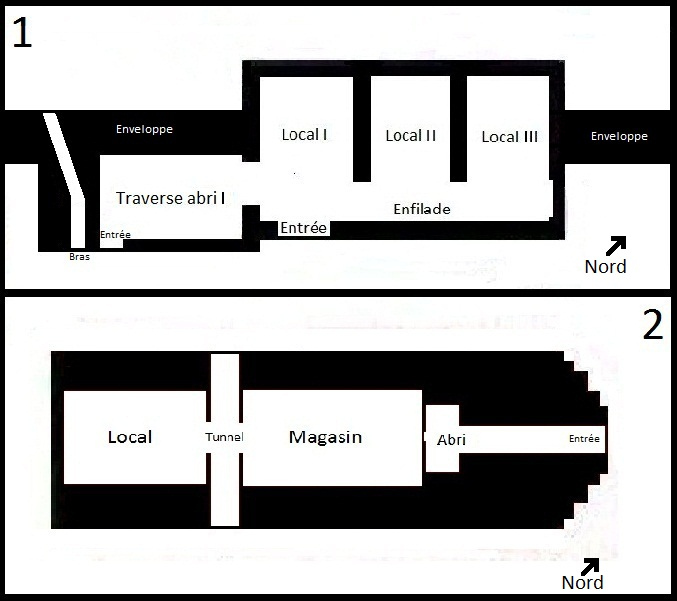
Plans détaillés de la caserne (1) et du massif de terre (2).

L'abri secondaire est un massif en terre long de quarante mètres qui comprend un tunnel de type vestibule à l'horizontal sur son extrémité sud débouchant sur un local de 14 × 4 mètres, et sur un magasin à poudre de 14 × 3 mètres dont les parois latérales comprennent un doublage de briques espacées de la cloison en maçonnerie de moellons ; à l'extrémité nord, on trouve un couloir vertical long de 7 mètres aboutissant sur une petite pièce servant d'abri doté d'une fenêtre communiquant avec le magasin, et où est situé le seul créneau à lampe de l'ouvrage. À l'arrière de l'entrée nord du passage en tunnel on note, dans les murs, la présence de deux rainures en vis-à-vis afin d'y appuyer un barrage de poutrelles et/ou de madriers au besoin, et la sortie sud de ce passage comprend quelques marches d'escalier. La voûte de ce tunnel suit donc le changement de niveau, mais on s'aperçoit que l'angle adopté n'est pas sans similitude avec celui d'une embrasure à casemate à tir direct. Placer un mortier en ce lieu aurait été géographiquement très intéressant, parce qu'on pouvait atteindre aisément le hameau d'Arguel en arrière de sa crête éponyme, et de ce fait la question de l'utilisation en casemate de l'ouvrage est posée.
Il existe également plusieurs autres abris faisant partie de cette batterie : les traverses-abris II et III qui sont quasiment identiques excepté en ce qui concerne leur taille, la traverse-abri II étant légèrement plus grande ainsi que l'abri-caverne annexe situé à la pointe sud-est de la batterie.

### L'abri de la carrière et le magasin-caverne

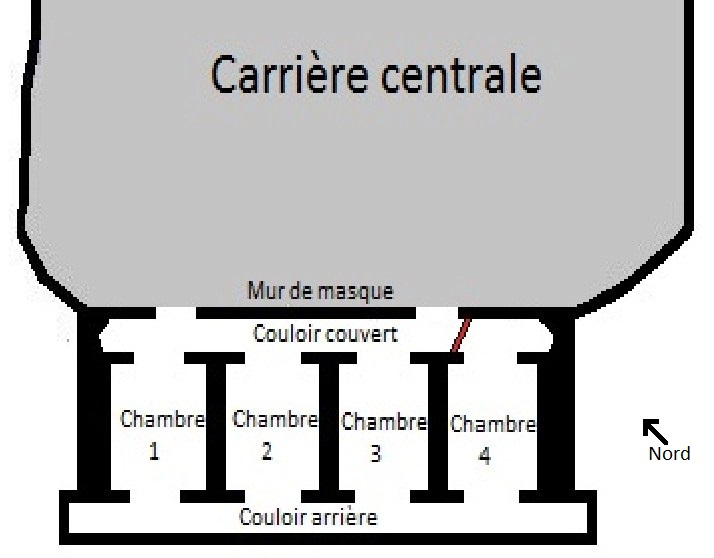
Plan de l'abri de la carrière.
NB : la ligne marron du couloir couvert symbolise le barrage causé par un éboulement.

Il existe un abri caverne annexe du fort, situé à 465 mètres d'altitude, et bâti de 1891 à 1892. Il fut creusé au centre du plateau, sous une carrière de pierre qui fut utilisée pour édifier l'ensemble de Planoise. Cet abri se compose de quatre grandes chambrées rectangulaires de 17 × 6,5 m (dont une accessible seulement depuis un couloir depuis un éboulement) reliées entre elles grâce à un couloir arrière, qui donne à chacune de ses extrémités sur une citerne. Les entrées sont protégées par un mur de masque en béton mesurant 1,50 m d'épaisseur et ménagent un couloir couvert au-delà des chambrées afin de prévenir d'éventuelles chutes de pierre. Les parties intérieures sont toutes doublées de briques, pour laisser l'air circuler facilement entre les maçonneries et les moellons. L'état actuel de l'abri est jugé très préoccupant : couverture du couloir extérieur écroulée, de même que de larges pans du doublement en brique, instabilité générale des murs et des plafonds, immondices qui submergent peu à peu l'ouvrage…

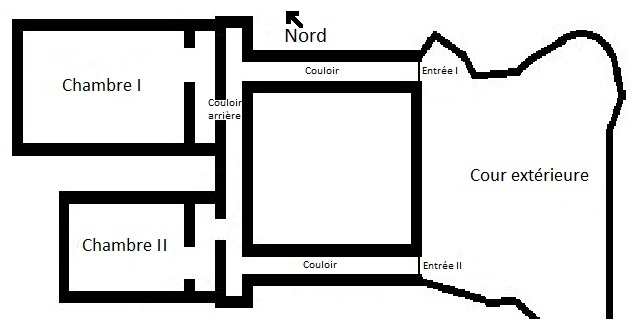
Plan du magasin caverne.

Le magasin de Planoise fut quant à lui bâti en 1889, à 450 mètres d'altitude. Installé dans le roc, il est situé pratiquement sous la batterie nord-est, et sous le front de taille de la seconde carrière utilisée pour la construction des fortifications du plateau. L'édifice se compose ainsi : une cour extérieure, deux accès parallèles, une galerie transversale ainsi que deux pièces de stockage. Le bâtiment est jugé dans un excellent état malgré une soufflure de grande importance dans le couloir d'accès gauche, et il est libre d'accès.

### Batterie nord et ouest, autres ouvrages

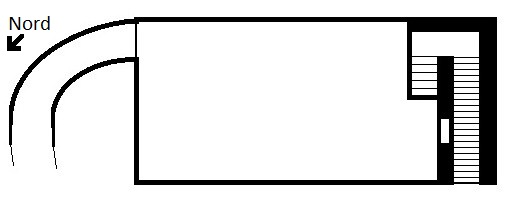
Plan de la batterie annexe nord-est.

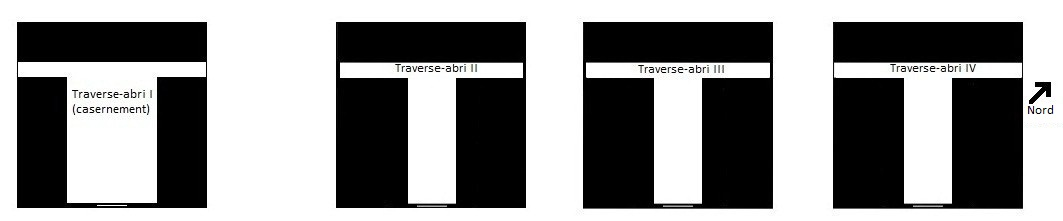
Plan de la batterie ouest.

À la pointe nord de l'ensemble de Planoise, deux petites batteries annexes presque accolées au réduit furent construites et constituent la batterie nord. La petite batterie nord-ouest, qui sert aujourd'hui de transformateur électrique pour l'antenne radio, épouse parfaitement le saillant IV du réduit sur les glacis de celui-ci, tandis que la batterie nord-est domine les entrées du magasin situées sous le roc. Cette batterie comprend une traverse-abri avec puits de monte-charge, un escalier contournant ce puits ainsi qu'un local mesurant 14 × 4 mètres qui aboutit sur une rampe ascendante permettant d'accéder à la partie gauche de la batterie.
La batterie ouest est située au milieu de la crête nord peu avant la batterie de mortiers, et orientée en direction de Franois. Cette batterie est composée de quatre traverses-abris dont trois sont creuses (traverses-abris II, II et IV), et une, la plus grande mesurant 9 × 5,5 mètres fait office de casernement (traverse-abri I). Ces traverses creuses encadrent deux plates-formes doubles séparées par des traverses pleines, et l'accès à tous ces ouvrages se fait exclusivement par voie latérale.
Enfin, le fort comprend deux petits abris situés le long du parapet de la crête nord, dotés chacun d'un puits d'observation ainsi qu'un autre abri mais sans puits, situé quant à lui sur la crête sud et presque totalement enterré. 